# 34587 Vieiraneto
34587 Vieiraneto este o planetă minoră (asteroid) din centura de asteroizi. A fost descoperită pe 28 septembrie 2000 la Stația Anderson Mesa de Lowell Observatory Near-Earth-Object Search. 
Obiectul prezintă o orbită caracterizată de o semiaxă mare de 2,4777823 UAi, o excentricitate de 0,2, o înclinație de 7,32247 ° în raport cu ecliptica.